# Maudud
Scharraf ad-Din Maudud ibn Altun-Tegin (arabisch شرف الدين مودود بن التنتكين, DMG Šarraf ad-Dīn Maudūd b. Altun-Tegin; gestorben am 2. Oktober 1113) war ab 1108 der Emir-Gouverneur von Mossul.
Im Auftrag des Seldschukensultans Muhammad I. (reg. 1105–1118) übernahm Maudud 1108 die Herrschaft über Mossul, als dessen Einwohner den bisherigen Machthaber Tschavli Saqao aus Mossul verjagten und Maudud die Tore öffneten.
1110 belagerte er Edessa, musste sich aber vor einem Entsatzheer unter König Balduin I. von Jerusalem zurückziehen.
Auf Geheiß des Sultans, dessen kleinen Sohn Mas'ud er in seiner Obhut hatte, schloss sich Maudud ab 1111 mit mehreren islamischen Herrschern, darunter Tughtigin von Damaskus, zusammen, um gegen die Franken vorzugehen.
Als er am 2. Oktober 1113 die Große Moschee von Damaskus betrat, wurde er von Assassinen erdolcht. Sein Gastgeber Tughtigin wurde als Auftraggeber des Mordes verdächtigt.